# Orden de Caballeros de San Juan de Dios
La Orden de Caballeros y Damas del Santo Sepulcro y Basílica de San Juan de Dios se constituyó para la custodia y salvaguarda del Santo Sepulcro y las Sagradas Reliquias de San Juan de Dios, fundador de la Orden Hospitalaria, veneradas en el Camarín de la basílica que lleva su nombre en la ciudad de Granada. San Juan de Dios fue enterrado en el convento de la Victoria en el año 1550 y sus restos permanecieron en el mismo hasta el año 1664, el día 28 de noviembre de aquel año, los hermanos de San Juan de Dios trasladaron sus restos a la iglesia del Hospital de San Juan de Dios; donde permanecieron hasta el día de la bendición de la Basílica, el 26 de octubre de 1757, que fueron trasladados al camarín de la Basílica de San Juan de Dios donde se encuentran actualmente. 

## Historia
Desde la construcción de la iglesia en 1757, los restos de San Juan de Dios han debido ser ocultados tres veces por miedo a su profanación. La primera ocasión fue durante la invasión francesa en 1808, en la cual el sepulcro fue despojado de la capa de oro que lo cubría y saqueado. Después, durante la desamortización de Mendizábal en 1836, en la cual la iglesia fue arrebatada a la Orden Hospitalaria. La última vez fue justo un siglo después, al comienzo de la Guerra Civil.
La primera investidura de caballeros fue apadrinada por el Gran Priorato de España de la Orden Soberana y Militar del Templo de Jerusalén (la antiquísima Orden del Temple). La orden está abierta a cuantas personas quieran colaborar en sus fines, pudiendo ingresar como Caballero si sus méritos así lo justifican o iniciarse en los niveles de Escudero o Decurión. El Gran Maestre actual de la Orden es el Excmo. Sr. D. Fray Juan José Hernández Torres.

## Objetivos
Entre los objetivos de la Orden está promover, difundir, fomentar e impulsar actuaciones, iniciativas o estudios de carácter histórico, arquitectónico, artístico, económico, o cultural, que faciliten y contribuyan a la conservación, progreso y ennoblecimiento de la Basílica de San Juan de Dios, al conocimiento de su figura y al apoyo de la orden de monjes fundada por él. En el juramento, los Caballeros se comprometen a estudiar, defender y difundir todo cuanto atañe a la protección, auge e historia de la Basílica de San Juan de Dios y defender, si fuera necesario con la propia vida, el sepulcro que guarda los restos del Santo Patrón.

## Distintivos

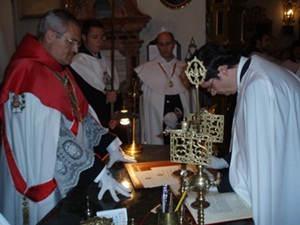
Investidura de un nuevo caballero.

El lema de la orden es «Deus Charitas Est». Los caballeros profesos usan capa blanca con capucha y el símbolo de la orden, así como uniforme de color azul marino con botones dorados y el escudo de la orden en el cuello y la botonadura. Este corresponde a la firma que solía utilizar el Santo en sus cartas. Así mismo, la condición de Caballero de San Juan de Dios se manifiesta añadiendo detrás de la firma las letras YFO, conforme a los emblemas y escudos descritos.
El distintivo de la Asociación es un collar a modo de toisón, que llevara los colores azur, plata y gules, del que penderá la venera.
La Venera estará formada por unas ráfagas de plata que sujetan la palma y el laurel y que enmarcan un escudo español cuadrilongo, con el campo de plata, sobre el que se sobrepone la silueta de la urna de las sagradas reliquias, de oro. En su centro soporta otro escudo español, con el campo de plata, cargado con las tres letras Yfo. de gules perfilada de oro, que son la firma del Santo Fundador, con bordura de oro y la leyenda «caballero o dama de San Juan de Dios», de sable. Este campo estará atravesado por su reverso del Bastón de San Juan de Dios, en oro y timbrado de corona real de oro. De la parte inferior de toda la venera colgara el escudo de la orden: Granada estrella y cruz. Tienen por lema «Deus Charitas Est».